# غلام‌تپه شمالی
غلام تپه شمالی در شهرستان رزن، بخش سردرود، روستای قایش واقع شده و این اثر در تاریخ ۲۷ مرداد ۱۳۸۲ با شمارهٔ ثبت ۹۶۶۸ به‌عنوان یکی از آثار ملی ایران به ثبت رسیده است.